# Jean-Luc van den Heede

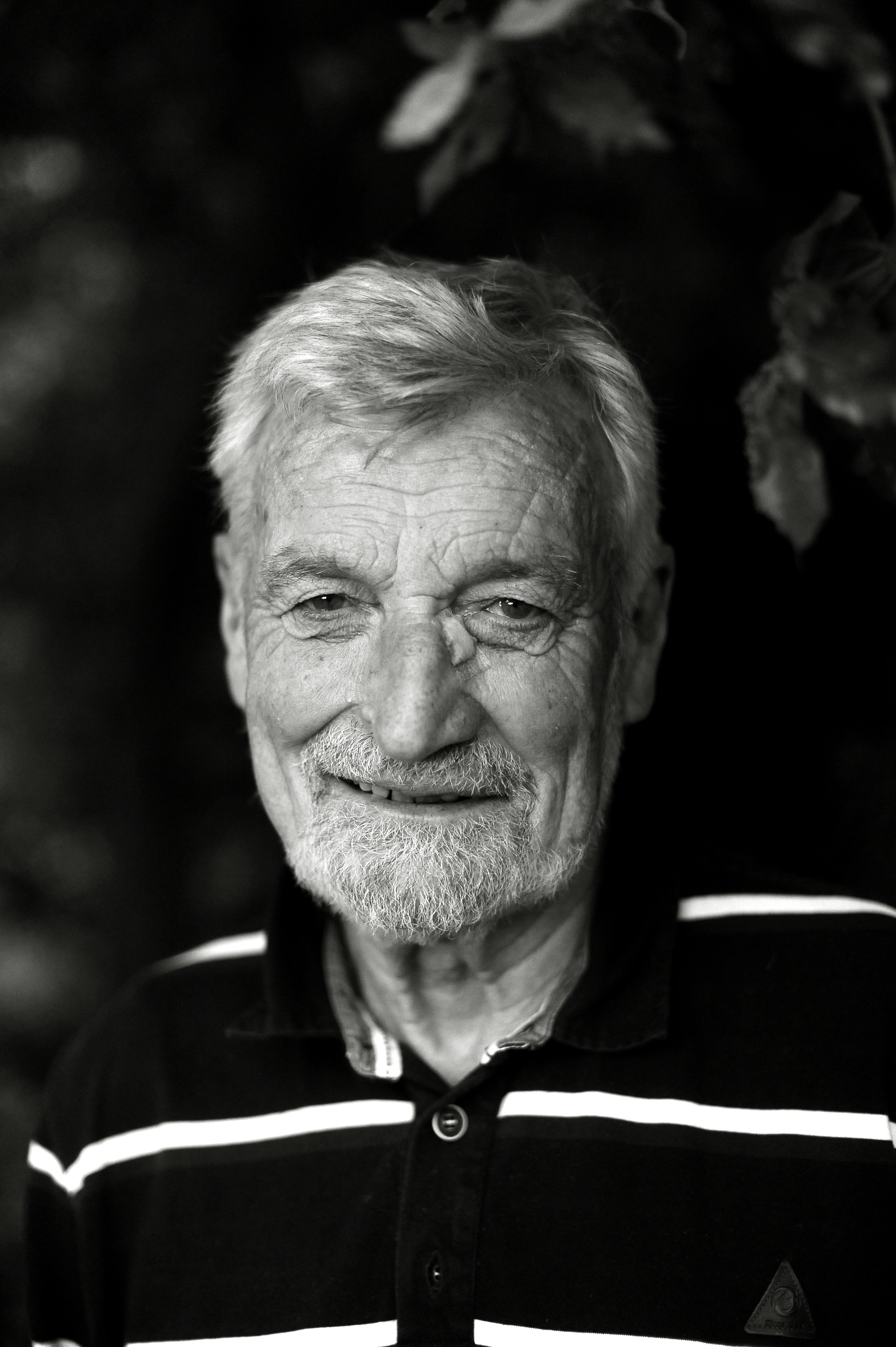
Jean-Luc Van Den Heede em 2025

Jean-Luc Van Den Heede (Amiens, 8 de junho de 1945), conhecido por VDH no meio da vela, é um velejador francês. Foi também professor de matemática   antes de se voltar para a vela a partir de 1989 .

## Navegador
Como navegador classificou-se :
- duas vezes em 2do lugar na Mini-Transat 1977 e 1979
- um 2do em 1993 e um 3ro lugares em 1990 na Vendée Globe
- recorde da volta ao mundo à vela sentido Este-Oeste em 2004
- recordes de provas no Canal da Mancha

## Publicações
- "Un globe à la force du poignet", Neptune Yachting, 1990, (ISBN 2850182907)
- "L'océan face à face", Michel Lafon, 2004, (ISBN 2749901448)